# Pietralunga
Pietralunga ist eine italienische Gemeinde (comune) mit 1973 Einwohnern (Stand 31. Dezember 2023) in der Provinz Perugia in Umbrien.

## Geografie
Die Gemeinde liegt etwa 29 Kilometer nördlich der Regional- und Provinzhauptstadt Perugia in der klimatischen Einordnung italienischer Gemeinden in der Zone E, 2364 GR/G.
Zu den Ortsteilen gehören Maritonda III (413 m) und Salceto Lame (719 m).
Die Nachbargemeinden sind Apecchio (PU), Cagli (PU), Città di Castello, Gubbio, Montone und Umbertide.

## Geschichte
Wie zahlreiche Funde und erhaltene Ruinen aus der römischen Antike zeigen, ist die Siedlung schon sehr alt (Forum Julii Concupiensium). Plinius der Ältere erwähnt den Ort in seiner Naturalis historia. In der Völkerwanderungszeit wurde der Ort zerstört und es kam erst zwischen dem 6. und 7. Jahrhundert zu einem Wiederaufbau der Siedlung (als Plebs Tuphiae). Unter den Langobarden änderte sich der Name in Pratalonga. Erst 1817 erhielt die Gemeinde dann den Namen in der heutigen Fassung.

## Sehenswürdigkeiten
- Pieve di Santa Maria, Pieve aus dem 13. Jahrhundert mit Inschriften aus dem Jahr 1279.

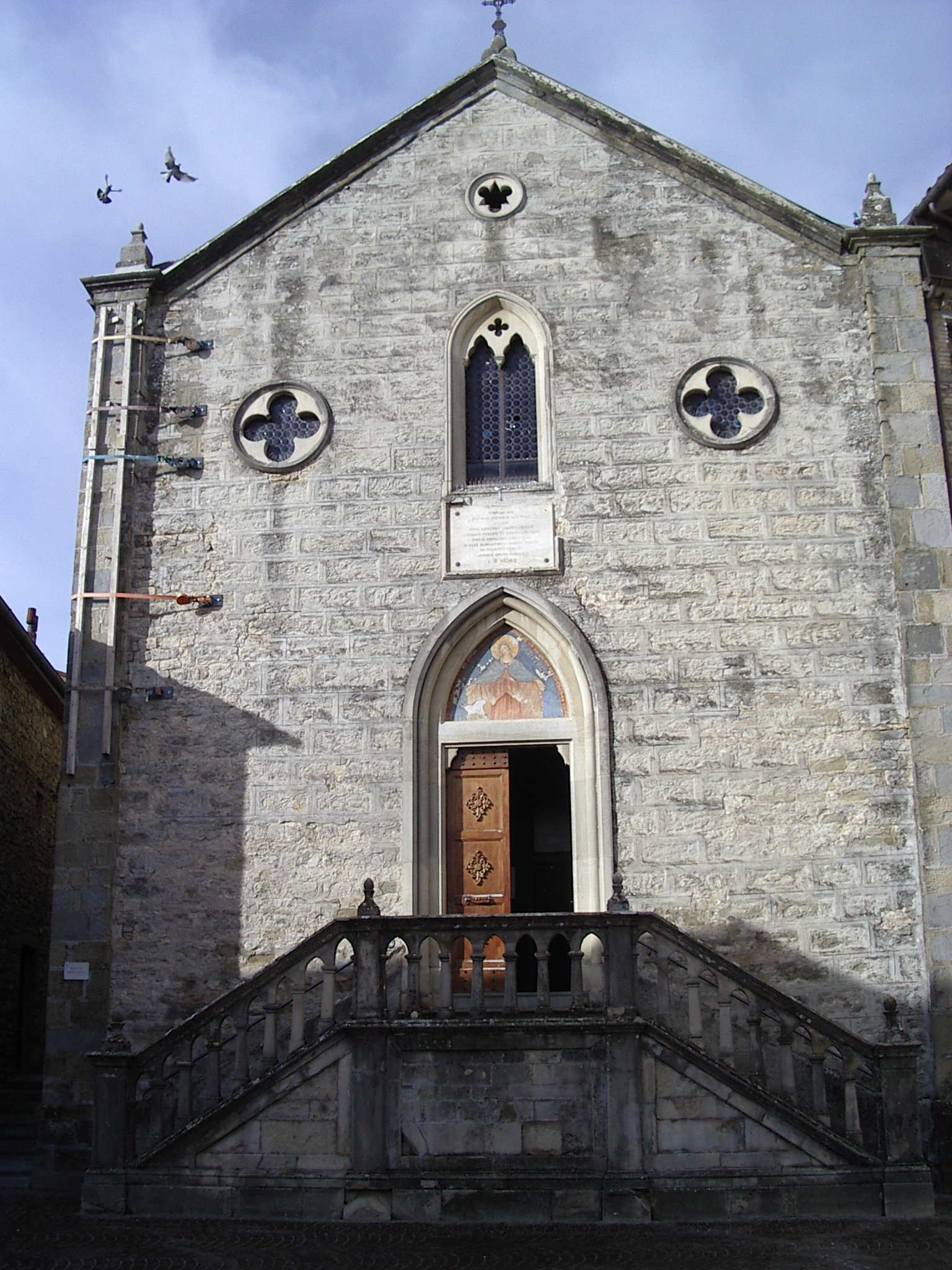
Pieve Santa Maria
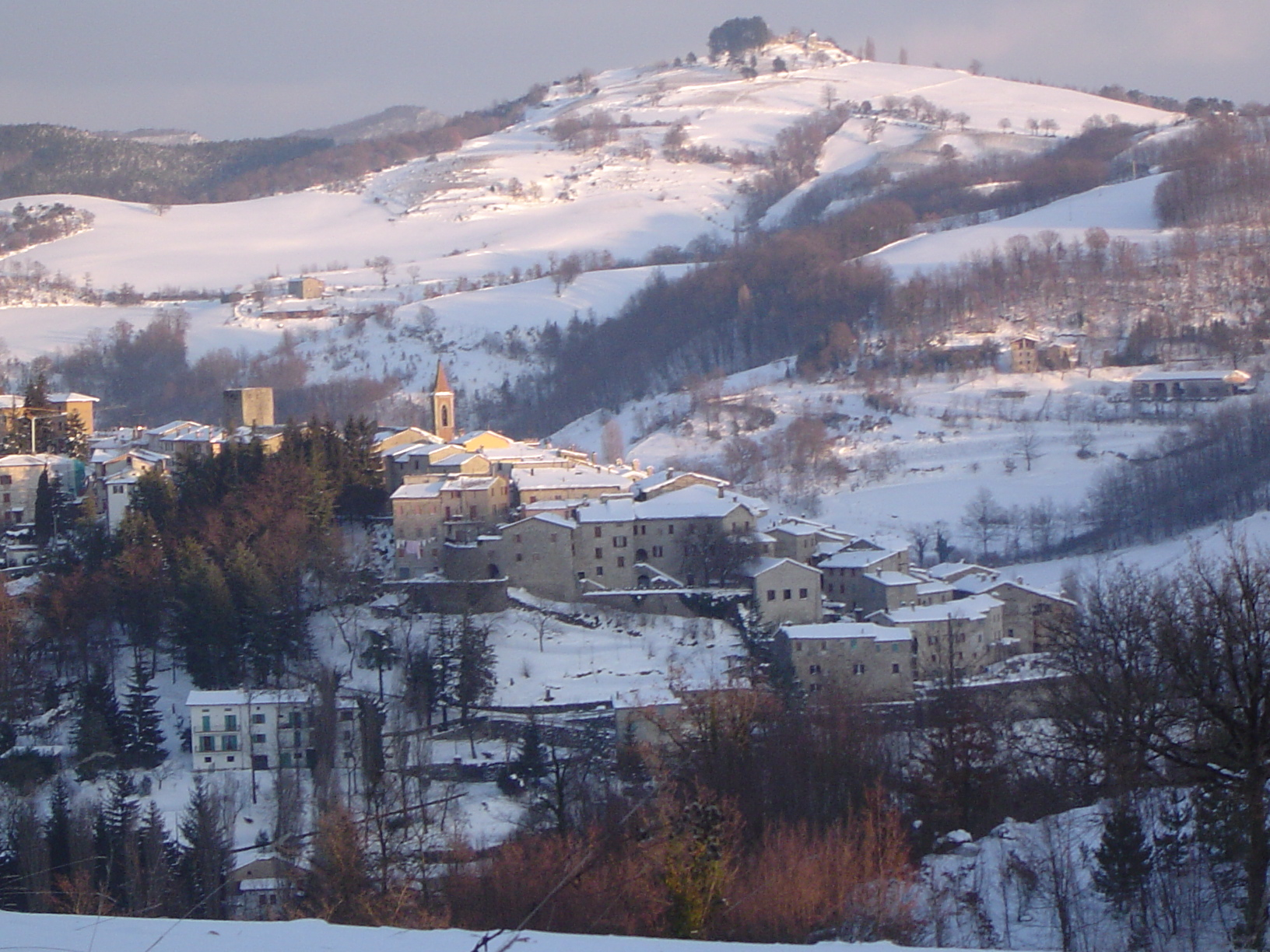
Pietralunga im Winter

## Gemeindepartnerschaften
Pietralunga unterhält Partnerschaften mit der griechischen Gemeinde Falanna in Thessalien (seit 1989) und mit der französischen Stadt Pérenchies im Département Nord (seit 1998).